# Futbol a Guatemala

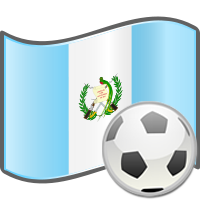

El futbol és l'esport més popular a Guatemala, i és organitzat per la Federación Nacional de Fútbol de Guatemala.

## Història

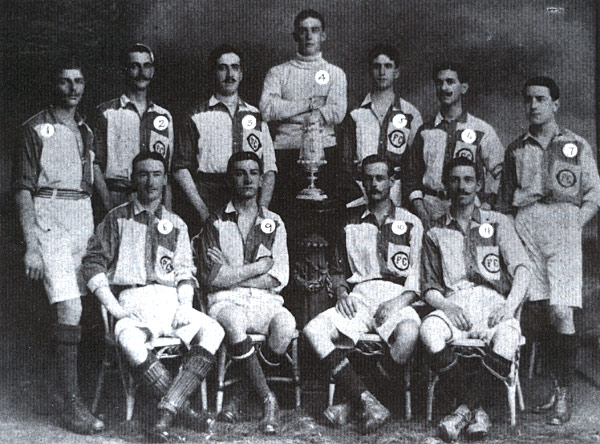
Olympic FC de Guatemala el 1904.

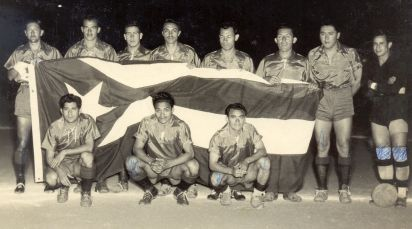
Municipal campió del Torneig per la independència cubana el 1948.

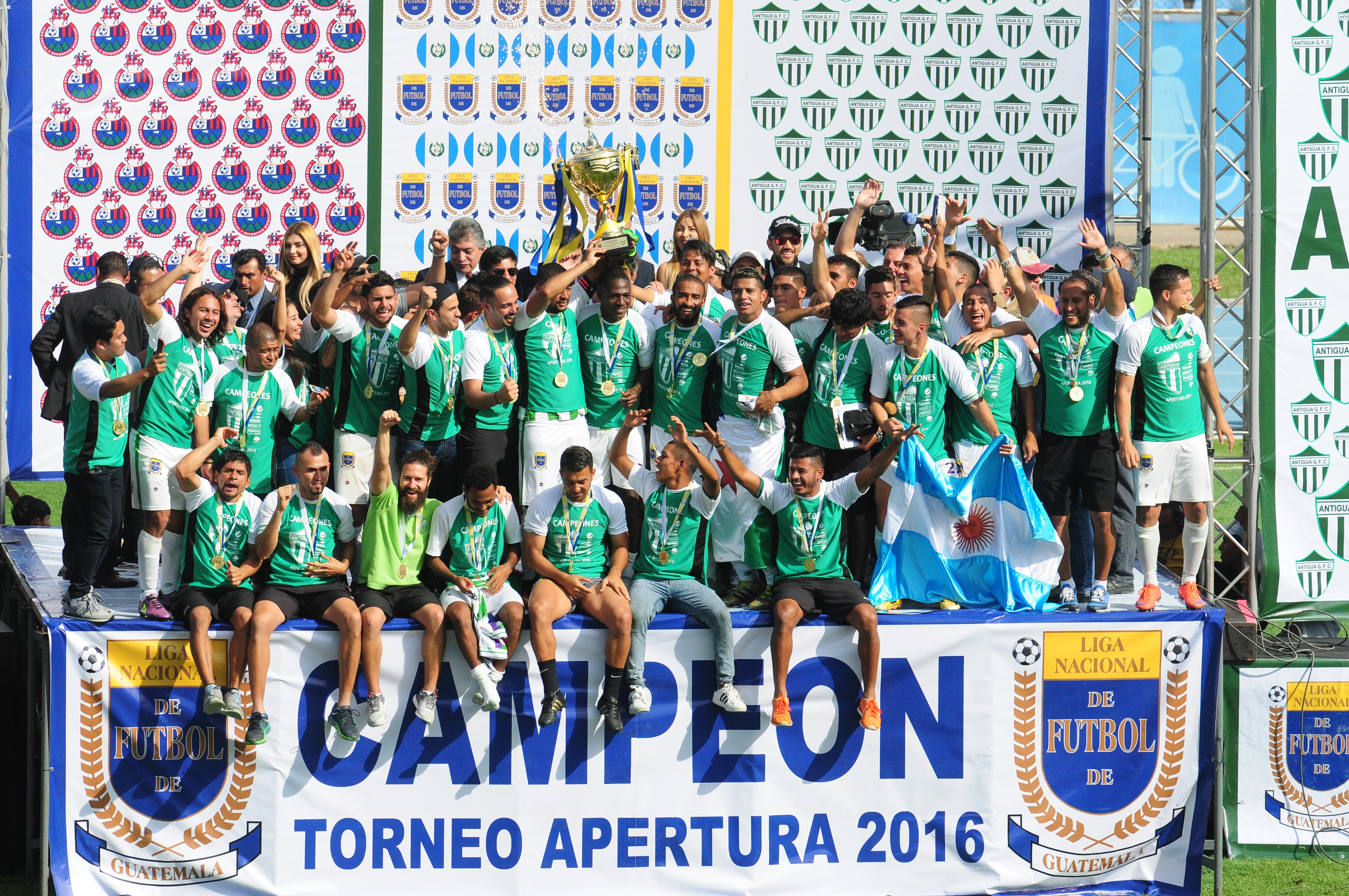
Antigua GFC el 2016.

Els introductors del futbol a Guatemala foren quatre guatemalencs, els germans Jorge y Carlos Aguirre Matheu, Delfino Sánchez Latour i Eusebio Murga, que van estudiar a la Universitat Saint George's de Surrey, entre 1896 i 1901.
Els primers clubs del país es crearen a la capital Ciutat de Guatemala. Aquests foren Guatemala Foot-Ball Club (1902), Olympic FC (1904) i Gay SC.
Fora de la capitat el primer club fou el Quetzaltenango Foot-Ball Club fundat el maig de 1906.
El 1909, per les Festes de Minerva, es disputà el primer torneig organitzat de forma oficial, i que guanyà el Club Gay sobre l'Olympic FC. L'any 1919 es disputaren les primeres competicions nacionals, la Lliga Capitalina i el Campeonato Nacional, que fou guanyat pel club Hércules FC, com a representant de la Liga de Fútbol de Guatemala, enfront de la Liga Quetzalteca. El primer campionat professional es disputà la temporada 1942-43, amb la creació de la Lliga guatemalenca de futbol.

## Competicions
- Lligues:
  - Liga Nacional de Fútbol de Guatemala
  - Primera División de Ascenso
  - Segunda División de Ascenso
  - Tercera División

- Copes:
  - Copa guatemalenca de futbol

- Competicions desaparegudes:
  - Lliga Capitalina
  - Campionat Nacional guatemalenc de futbol
  - Campionat de la República guatemalenc de futbol

## Principals clubs
Clubs campions del campionat professional.
- Club Social y Deportivo Municipal
- Club Social y Deportivo Comunicaciones
- Aurora Fútbol Club
- Club Social y Deportivo Xelajú Mario Camposeco
- Antigua Guatemala Fútbol Club
- Club de Foot-ball Tipografía Nacional
- Club Deportivo Suchitepéquez
- Club Deportivo Jalapa
- Club Deportivo Guastatoya
- Club Social y Deportivo Cobán Imperial

## Jugadors destacats
Fonts:
Des de 1940
- Mario Camposeco
- Carlos Toledo

Des de 1950
- Hugo Peña

Des de 1960
- Guillermo Gamboa
- Francisco López Contreras
- Jorge Roldán

Des de 1970
- Julio García Guzmán
- Julio Gómez
- Alberto López Oliva
- Benjamín Monterroso
- Selvin Pennant
- Óscar Conejo Sánchez

Des de 1980
- Hermenegildo Pep Castro
- Víctor Hugo Monzón
- Byron Pérez
- Allan Wellman

Des de 1990
- Juan Manuel Funes
- Martín Machón
- Germán Ruano

Des de 2000
- Gustavo Cabrera
- Juan Carlos Plata
- Guillermo Ramírez
- Carlos Ruiz

## Principals estadis

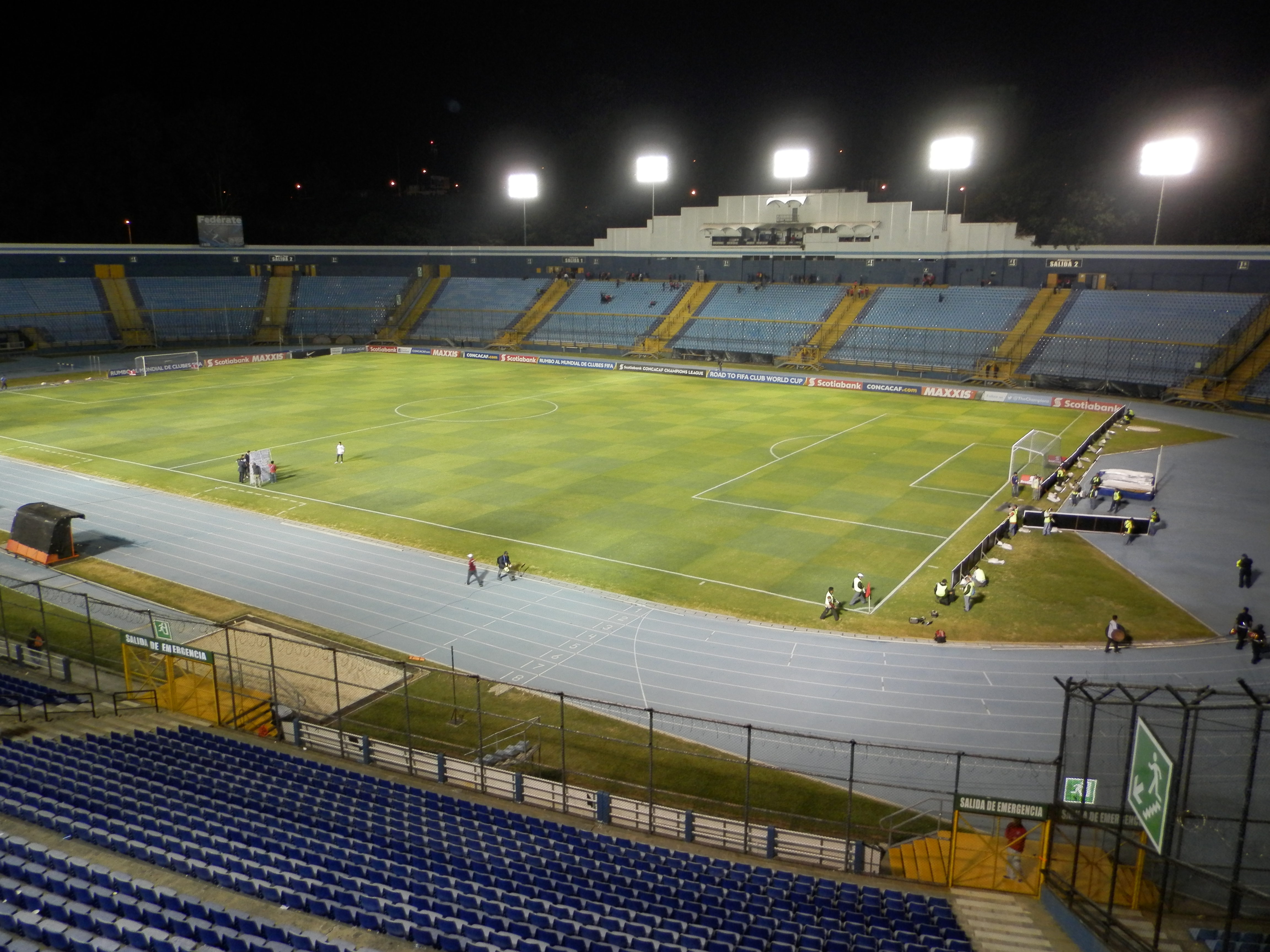
Mateo Flores.

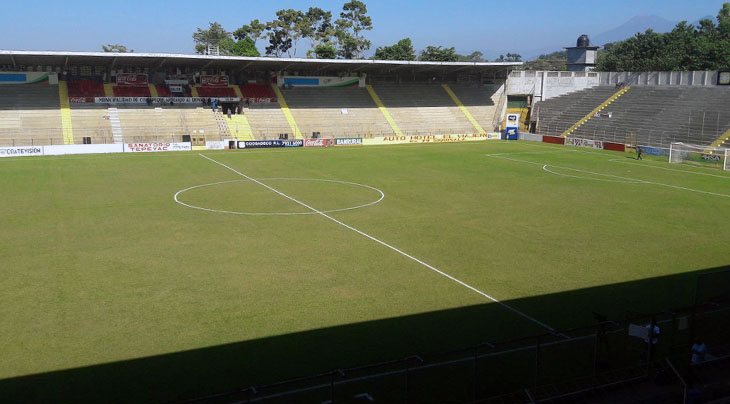
Israel Barrios.

| #  | Estadi                      | Seu                       | Capacitat | Inauguració |
| -- | --------------------------- | ------------------------- | --------- | ----------- |
| 1  | Estadi Mateo Flores         | Ciutat de Guatemala       | 26.000    | 1948        |
| 2  | Estadi Israel Barrios       | Coatepeque                | 20.000    | 2011        |
| 3  | Estadi Cementos Progreso    | Ciutat de Guatemala       | 17.000    | 1991        |
| 4  | Estadi Winston Pineda       | Jutiapa                   | 15.000    | -           |
| 5  | Estadi José Ángel Rossi     | Cobán                     | 15.000    | 1936        |
| 6  | Estadi Ricardo Muñoz Gálvez | Santa Lucía Cotzumalguapa | 14.000    | -           |
| 7  | Estadi Santa Lucía          | San Marcos                | 13.720    | 1963        |
| 8  | Estadi del Ejército         | Ciutat de Guatemala       | 12.453    | 1964        |
| 9  | Estadi Guillermo Slowing    | Amatitlán                 | 12.000    | -           |
| 10 | Estadi Mario Camposeco      | Quetzaltenango            | 11.250    | 1950        |